# Sylvestre Clancier
Pour les articles homonymes, voir Clancier.
Sylvestre Clancier ou Pierre Sylvestre Clancier, né le 19 juin 1946  à Limoges, est un écrivain, poète, essayiste, universitaire et éditeur français.

## Biographie

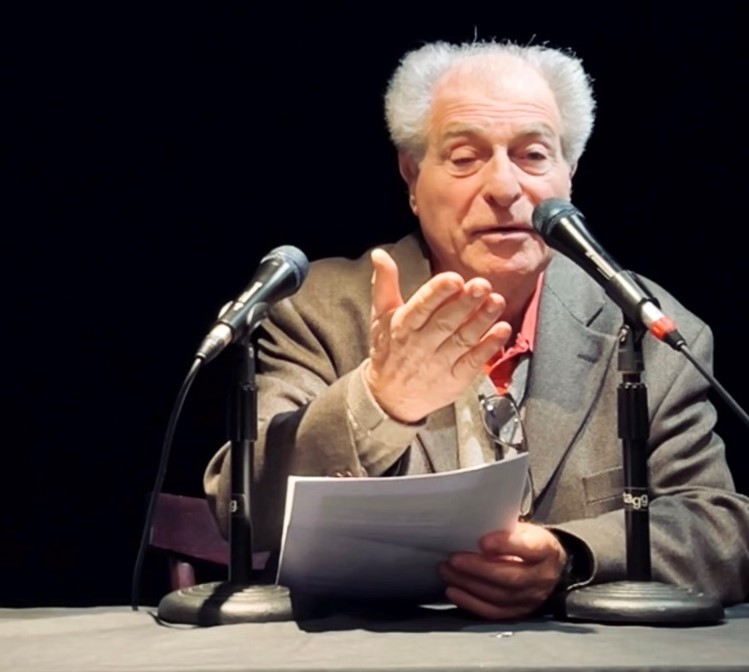
Sylvestre Clancier à Unesco, mars 2023

Sylvestre Clancier est le fils du poète et romancier Georges-Emmanuel Clancier (1914-2018) et de la psychanalyste Anne Clancier (1913-2014).
Durant les années 1980, il est cofondateur et directeur des éditions Clancier-Guénaud (de 1979 à 1989) (49 rue Saint-André-des-Arts). Il y publie notamment des recueils de poèmes de Jean Lescure, Itinéraires de la nuit en 1982, Il trionfo della morte en 1984 et La Belle Jardinière en 1988, maison qui disparaît peu après le rachat par Gérard Voitey. Il est également cofondateur et l'un des administrateurs des éditions Érès dont le siège est à Toulouse, pendant 25 ans, de 1980 à  2006.
Il préside le PEN club français de 2005 à  2012 et de nouveau de 2016 et 2017, pour en devenir ensuite le vice-président puis président d'honneur en 2018 ; par ailleurs, après avoir été secrétaire général puis vice-président de l'Académie Mallarmé il en devient le président en 2016. Il est aussi est administrateur de la Maison de poésie, et son président depuis 2016, ainsi qu' administrateur de l'Association internationale de la critique littéraire et de l'IMEC (Institut pour la Mémoire de l’Edition Contemporaine
En 2019, il remet le prix Verlaine de La Maison de Poésie, rue Ballu Paris 9e à Denis Tillinac pour son recueil de poèmes Sur le pont des regrets paru en octobre 2019 aux éditions Le Dilettante.
Il a mené également une carrière d'universitaire en tant que professeur de philosophie au Québec (alors qu'il était attaché culturel à l’Office de la Langue Française au Québec) et professeur de littérature et civilisation française à Paris aux universités Paris 13 et Paris 1 (Panthéon-Sorbonne).
Ses poèmes sont traduits en plusieurs langues : anglais, croate, espagnol, grec, hébreu, italien, macédonien, néerlandais, portugais, roumain, slovaque, slovène.

## Œuvres

### Poésie
- Saisons et rivages, Jarnac, France, Éditions de la Tour de Feu, 1967
- Profil du songe, Colomiers, France, Éditions Encres Vives, 1971
- L’Herbier en feu. Poèmes, 1965-1972, lithographie en hors texte de Anne Ar Moal, Paris, Éditions Proverbe, 1994, 59 p.  (ISBN 2-908455-04-8)
- Enfrance, Paris, Éditions Proverbe, 1994, 42 p.  (ISBN 2-908455-06-4)
- Le Présent composé, gravure en hors texte de Anne Ar Moal, Trois-Rivières, (Québec), Canada, Écrits des Forges, 1996, 39 p.  (ISBN 2-908455-19-6) - coéd. avec Proverbe
- L’Animal animé, ill. de Sarah Wiame, Marchainville, France, Éditions Proverbe, 1999, 57 p.  (ISBN 2-908455-27-7)
- Pierres de mémoire, illustrations de Anne Ar Moal, Trois-Rivières, (Québec), Canada, Écrits des Forges, 2000, 45 p.  (ISBN 2-89046-566-7) - coéd. avec Proverbe
- Poèmes de la baie, Troyes, France, Éditions Les Cahiers bleus, 2001
- Poèmes de l’avant / Poèmes de l’après, Laon, France, Éditions La Porte, 2003
- L’Âme alchimiste, Marchainville, France, Éditions Proverbe, 2003, 61 p.  (ISBN 2-908455-46-3)
- Écritures premières, création graphique de Anne Ar Moal, Paris, Éditions l’Improviste, coll. « Un petit siècle épatant », 2004, 101 p.  (ISBN 2-913764-15-0)
- Une Couleur dans la nuit, Editions Phi, 1er juin 2004, 160 p. (ISBN 978-2879621852), création graphique de Anne Ar Moal
- La Lingua Improbabile della memoria, Laon, France, Éditions La Porte, 2005.
- Un Jardin Ou la Nuit Respire, Phi, 1er mai 2008, 125 p. (ISBN 978-2879622453)
- Généalogie du paysage. Quatrains limousins, Paris, L’Harmattan, coll. « Accent tonique. Poésie », 2008, 151 p.  (ISBN 978-2-296-06551-2) Prix de Poésie Pierrette - Micheloud
- La Promesse des morts, Laon, France, Éditions La Porte, 2009, n.p. (BNF 41457072)
- Le Livre d’Isis, Neuilly, France, Éditions Al Manar, 2009, 69 p.  (ISBN 978-2-913896-68-0)
- Expansion du domaine de la bulle, Paris, Éditions Le Grand Incendie, coll. « In vitro », 2010, 33 p.  (ISBN 978-2-9522208-8-0)
- La Mémoire improbable, Trois-Rivières, (Québec), Canada, Écrits des Forges, 2010, 112 p.  (ISBN 978-2-89645-163-0) - coéd. avec les Éditions Henry (Montreuil-sur-Mer, France).
- Un souffle ancien, Laon, France, Éditions La Porte, coll. « Poésie en voyage », 2012, n.p. (BNF 42762684)
- Dans l’incendie du temps, Paris, Éditions de l’Amandier, coll. « Accents graves, accents aigus », 2013, 95 p.  (ISBN 978-2-35516-204-6)
- Le temps fait corps avec la terre, avec les peintures de Lydia Padellec, Éditions de la Lune bleue, 2013
- D’un feu secret, Laon, France, Éditions La Porte, coll. « Poésie en voyage », 2014, n.p. (BNF 43770616)
- Anima mia, Buc, France, Éditions Tensing, coll. « Poésie », 2014, 89 p.  (ISBN 978-2-919750-47-4)
- La Musique de l’herbe et les Fleurs du poètes, Saint-Bonnet-Elvert, France, Éditions du Petit Flou, coll. « Le Coup de pied à la lune », 2014, 20 p.  (ISBN 979-10-91528-09-2)
- Dans le noir & A travers les âges, coll. 2Rives, Les Lieux-dits éditions, Strasbourg, dépôt légal 2e trimestre 2014,  (ISBN 978-2-918113-20-1)
- Le Témoin incertain, France, éditions L’herbe qui tremble, février 2016, 112 p.  (ISBN 978-2-918220-37-4)
- La Source et le Royaume, France, éditions La rumeur Libre, février 2016, 112 p.  (ISBN 978-2-35577-112-5)
- Œuvres poétiques, Sylvestre Clancier, Tome I, France, éditions La Rumeur Libre, février 2016, 542 p.  (ISBN 978-2-35577-102-6)
- Le Poète à sa fenêtre, Éditions La Porte, 2017.
- Par ces voix de fougères qui te sont familières, France, La Rumeur Libre, mai 2017, 128 p.  (ISBN 978-2-35577-144-6).
- - Œuvres poétiques, Sylvestre Clancier tome II, France, éditions La Rumeur Libre, mai 2018, 556 pages  (ISBN 978-2-35577-104-0).
- Le Discobole du futur, France, L’herbe qui tremble, 1er trimestre 2019, 120 p.  (ISBN 978-2-918220-81-7).
- Un regard infini, Tombeau de Georges-Émmanuel Clancier, mars 2021  (ISBN 978-2-35577-215-3).
- - Poèmes de la baie,  avec des encres marines de Anne Ar Moal, éditions Les Écrits du Nord : parution février 2022.  (ISBN 978-2-9514843-0-6)
- Œuvres poétiques tome III, édition la Rumeur libre, mai 2022, 560 pages.  (ISBN 978-2-35577-105-7)
- La ballade du rêveur ordinaire, Strasbourg, Lieux-dits, 2e trimestre 2023, 50 p. (ISBN 9782493715371)
- L'Aimant de la poésie, Éditions Henry, coll. « La Poésie comme elle est », 2024 (ISBN 978-2364692800),
- L'herbier d'Enfrance et des rêves : suivi de Campagne première & potentielle, La rumeur libre, 2024 (ISBN 978-2355773327),

### Essais
- Freud, Paris, Éditions universitaires, coll. « Psychothèque », 1972, 133 p. (ASIN B003ASN2HC)
- La Responsabilité sociale de l'encadrement : mythe ou réalité ? Une expérience de décentralisation des responsabilités, avec Marcel Moinot, Paris, INSEP, coll. « Pratiques en question », 1982, 141 p.  (ISBN 2-901323-00-6)
- Freud. Concepts fondamentaux de la théorie et de la psychanalyse freudiennes, Ramonville-Saint-Agne, France, Éditions Érès, 1998, 126 p.  (ISBN 2-86586-555-X)
- La Voie des poètes, Saint-Julien-Molin-Molette, France, Jean-Pierre Huguet Éditeur, coll. « Les lettres du temps », 2002, 253 p.  (ISBN 2-907410-74-1)
- Pour un développement humain durable, pour le CNRDD du GODF, Montreuil-sur-Mer, France, Éditions Henry, coll. « Les Écrits du Nord », 2014  (ISBN 978-2-36469-090-5)
- Sylvestre Clancier, Laurence Paton et Antoine Spire, Pour la liberté d'expression ! : Livre du centenaire du Pen Club français, Le Bord de l'eau, 2023, 243 p. (ISBN 978-2356878977).

### Fictions
- Le Testament de Mao et l’Avenir du Monde, sous le pseudonyme de Gérard Boulakian, éditions Delville, Paris, octobre 1976.  (ISBN 2-85922-007-0).
- Sur les pas de Maigret, livre consacré au Paris de Georges Simenon, réalisé avec le photographe Gyula Zarand, Antigone, éditions du Polar, Paris, dépôt légal 2009.  (ISBN 978-235568-044-1).
- Un an en Petite Garabagne, éditions L’herbe qui tremble, 2e trimestre 2024,  (ISBN 978-2-491462-74-1).

### Réalisations de films
- Jean Lescure, Les Affinités électives, en collaboration avec Martine Lancelot, 2011.
- Georges-Emmanuel Clancier, Le Passager du siècle, en collaboration avec Martine Lancelot, Leitmotiv Production, 2013.

### Présence en anthologies ou ouvrages collectifs
- La Ville des poètes, Fleurs d’Encre / Le Livre de Poche, Hachette Jeunesse, 1997.
- Jouer avec les poètes, Fleurs d’Encre / Le Livre de Poche, Hachette Jeunesse, 1999.
- Les Cahiers de la NRF Desnos pour l’an 2000, colloque de Cerisy-la-Salle, Gallimard, novembre 2000, 544 p.  (ISBN 2-07-076031-6).
- Anthologie La Poésie française contemporaine, par Jean Orizet, éditions le cherche midi, Paris, mars 2004  (ISBN 2-74910-218-9).
- Anthologie de la Poésie française, par Jean Orizet, éditions Larousse, Paris, 2007, 1088 pages.
- Poésies de langue française  144 poètes d’aujourd’hui autour du monde, Anthologie présentée par Stéphane Bataillon, Sylvestre Clancier et Bruno Doucey, Seghers, Paris 2008, publié avec le soutien de l’OIF (Organisation internationale pour la francophonie) et la participation de La Nouvelle Pléiade (Manifeste de la Nouvelle Pléiade en annexe de l’ouvrage), 486 p.  (ISBN 978-2-232-12305-4).
- La Poésie est dans la rue  101 poèmes protestataires pour aujourd’hui, éditions Le Temps des Cerises, Paris, dépôt légal juin 2008, à l’occasion du 40e anniversaire de mai 68, site letempsdescerises.net.
- Poètes francophones contemporains, Anthologie, Sylvie Jacobée-Biriouk, Ellipses, 2010.
- Et si le rouge n’existait pas, anthologie poétique, éditions Le Temps des Cerises, 2010.
- Nous, la multitude, anthologie poétique, éditions Le Temps des Cerises, Paris, dépôt légal janvier 2011, 152 p. édité à l’occasion du Festival La Voix des Mots.
- Les très riches heures du livre pauvre, Daniel Leuwers, Gallimard, 2011.
- Anthologie poétique amoureuse, Marc Alyn, Écriture, 2011.
- Livre d’or de Struga, tome 2 « Poètes français dans un festival du monde », Jordan Plevnes et Hughes Labrusse sous le patronage de l’UNESCO, 2011.
- 30 ans de poésie Lèvres urbaines 45 Anthologie 1983-2013, Claude Beausoleil, 2013.
- Lèvres urbaines no 45 ANTHOLOGIE  1983-2013 Trente ans de poésie, éditions Écrits des Forges, Québec, dépôt légal 2e trimestre 2013, Bibliothèque et Archives nationales du Québec, Bibliothèque nationale du Canada  (ISBN 978-2-89645-241-5).
- Anthologie PEN Club français Liberté de créer, liberté de crier, France, Les Écrits du Nord Editions Henry, 128 p.  (ISBN 978-2-36469-069-1) dépôt légal février 2014.
- Livres secrets 18 écrivains racontent, L’Atelier Imaginaire / Le Castor Astral, Sylvestre Clancier « De la fascination du lecteur d’Hoffmann à la nécessité d’écrire », dépôt légal octobre 2014  (ISBN 979-10-278-0004-9)
- Lignes de vie, 18 écrivains disent leur rapport à la poésie, coll. L’Atelier Imaginaire, Le Castor Astral, France, 2015  (ISBN 979-10-278-0047-6).
- Éloge et défense de la langue française 137 poètes planétaires, par Pablo Poblète (France) et Claudine Bertrand (Québec), coll. Poètes francophones planétaires, éditions unicité, France, 2e trimestre 2016  (ISBN 978-2-37355-031-3)
- GRAPHITI 100 Poésie, Anthologie, éditions PHI, juin 2016, Luxembourg  (ISBN 978-99959-37-25-6).
- Voix Vives festival de poesia ANTOLOGIA TOLEDO 2017, 9 lenguas. 40 poetas. 15 paises, Huerga & Fierro editores, Madrid- Espana, dépôt légal : M-24397-2017  (ISBN 978-84-947317-2-3).
- Anthologie Montréal en poésie, Québec, dirigée par Claude Beausoleil, No 49 Lèvres urbaines, éditions Écrits des Forges, mai 2017.
- 101 poèmes contre le racisme, France, Le Temps des Cerises, 256 p. dépôt légal mars 2017.
- L’Anthologie des Poètes sémaphoristes, France, éditions Maison de la Poésie Pays de Quimperlé, 130 p. janvier 2018.
- Anthologie Académie Mallarmé Et le bel aujourd’hui, Québec, dirigée par Claude Beausoleil et Sylvestre Clancier, Choix de Bernard Fournier No 50 Lèvres urbaines, éditions Écrits des Forges, mai 2018.
- Anthologie « Sidérer le silence » Les Écrits du Nord / Éditions Henry 50 poètes d’ici et d’ailleurs Dir.Laurent Grison Dépôt légal octobre 2018  (ISBN 978-2-36469-202-2).
- La poésie française 100 ans après Apollinaire / kaléïdoscope 50 poètes - 50 styles, publiée par La Maison de Poésie, Fondation Émile Blémont - Direction et préface de Sylvestre Clancier, 2018  (ISBN 978-2-35860-039-2).
- Les cordes de la vie, anthologie des poèmes de Sylvestre Clancier, préfacée par Hughes Labrusse, éditions CRONEDIT, bilingue Français-Roumain, traduction de Valériu Stancu, 2019. (ISBN 978-9-97585-201-2 et 978-6-06880-753-9).
- Le Livre de l’autre, 30 écrivains racontent le rôle de l’autre dans la naissance de leur œuvre, coll. L’Atelier Imaginaire, Le Castor Astral, France, 2019  (ISBN 979-10-278-0240-1).
- Anthologie mondiale de la poésie[15], en association avec Nicole Gdalia et Jean Portante, deux coffrets, Éditions Caractères, novembre 2021  (ISBN 978-2-85446-656-0 et 978-2-85446-657-7).
- HAUTE TENSION,  Poésies françaises d'aujourd'hui, direction Sylvestre Clancier, édition Le Castor Astral/ Maison de Poésie, juin 2022, 477 pages.  (ISBN 979-10-278-0324-8)
- Frontières ad libitum, Anthologie de poèmes inédits dirigée par Suzanne Dracius, idem éditions, mars 2023, 200 pages.  (ISBN 978-2-36430-065-1).
- Quelque part, le feu, sous la direction de Claudine Bertrand, éditions La rumeur libre, collection dirigée par Jean Le Boël, mai 2023.  (ISBN 978-2-36469-263-3).

### Livres de Bibliophilie
- Sylvestre Clancier Le Livre blanc la plume noire Figure au catalogue des Éditions Transignum « 101 LIVRES ARDOISES » dépôt légal novembre 2017  (ISBN 978-2-915862-43-0).
- Un jour bleu arraché à l'oubli, Éditions La Cour Pavée, dirigées par Jacqueline Ricard, 2021.
- Les mots de l'estuaire, publié par l' Atelier de Michel Remaud, Éditions Izella, 2021.
- La Mémoire des sables, publié par l’Atelier de Michel Remaud, Editions Izella, 2022.

## Prix et distinctions
- 2009 : lauréat du Prix de poésie Pierrette Micheloud pour son recueil Généalogie du paysage, aux éditions L’Harmattan[16],[17].
- 2016 : Prix Lèvres Urbaines (Partenaire Bibliothèque Gaston-Lapointe de Trois Rivières Québec) décerné au 34e Marché de la Poésie de Paris le 11 juin 2016.
- 2017 : Prix Tudor Arghezi (Roumanie 2017).

## Pour approfondir